# Associazione Calcio Marzotto 1951-1952
Questa voce raccoglie le informazioni riguardanti l'Associazione Calcio Marzotto nelle competizioni ufficiali della stagione 1951-1952.

## Rosa
| N. |                   | Ruolo | Calciatore           |
| -- | ----------------- | ----- | -------------------- |
|    | Italia (bandiera) | C     | Marino Bergamasco    |
|    | Italia (bandiera) | P     | Carlo Bocca          |
|    | Italia (bandiera) | D     | Giorgio Bordignon    |
|    | Italia (bandiera) | D     | Bruno Bruna          |
|    | Italia (bandiera) | C     | Spartaco Bulgarelli  |
|    | Italia (bandiera) | P     | Andrea Carlo Corazza |
|    | Italia (bandiera) | A     | Dino Dania           |
|    | Italia (bandiera) | C     | Livio Fongaro        |
|    | Italia (bandiera) | C     | Giancarlo Forlani    |
|    | Italia (bandiera) | D     | Walter Giacomello    |
|    | Italia (bandiera) | A     | Giacomo Grisa        |
|    | Italia (bandiera) | D     | Paolo Guaschino      |

| N. |                   | Ruolo | Calciatore          |
| -- | ----------------- | ----- | ------------------- |
|    | Italia (bandiera) | C     | Erminio Marussi     |
|    | Italia (bandiera) | C     | Enea Masiero        |
|    | Italia (bandiera) | A     | Nicola Novali       |
|    | Italia (bandiera) | C     | Gastone Perin       |
|    | Italia (bandiera) | C     | Mario Remonti       |
|    | Italia (bandiera) | A     | Gustavo Scagliarini |
|    | Italia (bandiera) | D     | Secondo Scarrone    |
|    | Italia (bandiera) | A     | Sergio Scudeler     |
|    | Italia (bandiera) | A     | Aldo Simoncello     |
|    | Italia (bandiera) | C     | Marcello Svorenich  |
|    | Italia (bandiera) | C     | Mario Toniolo       |

## Risultati

### Serie B

#### Girone di andata
| 9 settembre 1951 1ª giornata | Livorno | 3 – 2 | Marzotto Valdagno |  |

| 16 settembre 1951 2ª giornata | Reggiana | 5 – 1 | Marzotto Valdagno |  |

| 23 settembre 1951 3ª giornata | Marzotto Valdagno | 1 – 0 | Fanfulla |  |

| 30 settembre 1951 4ª giornata | Marzotto Valdagno | 4 – 0 | Stabia |  |

| 7 ottobre 1951 5ª giornata | Verona | 1 – 1 | Marzotto Valdagno |  |

| 14 ottobre 1951 6ª giornata | Catania | 1 – 0 | Marzotto Valdagno |  |

| 21 ottobre 1951 7ª giornata | Marzotto Valdagno | 2 – 1 | Genoa |  |

| 28 ottobre 1951 8ª giornata | Marzotto Valdagno | 2 – 3 | Roma |  |

| 4 novembre 1951 9ª giornata | Pisa | 1 – 0 | Marzotto Valdagno |  |

| 18 novembre 1951 10ª giornata | Monza | 1 – 1 | Marzotto Valdagno |  |

| 2 dicembre 1951 11ª giornata | Marzotto Valdagno | 0 – 0 | Modena |  |

| 9 dicembre 1951 12ª giornata | Marzotto Valdagno | 1 – 1 | Brescia |  |

| 16 dicembre 1951 13ª giornata | Vicenza | 2 – 1 | Marzotto Valdagno |  |

| 23 dicembre 1951 14ª giornata | Marzotto Valdagno | 0 – 0 | Venezia |  |

| 30 dicembre 1951 15ª giornata | Marzotto Valdagno | 0 – 0 | Messina |  |

| 6 gennaio 1952 16ª giornata | Salernitana | 2 – 0 | Marzotto Valdagno |  |

| 13 gennaio 1952 17ª giornata | Marzotto Valdagno | 1 – 2 | Piombino |  |

| 20 gennaio 1952 18ª giornata | Marzotto Valdagno | 0 – 0 | Treviso |  |

| 27 gennaio 1952 19ª giornata | Siracusa | 0 – 3 | Marzotto Valdagno |  |

#### Girone di ritorno
| 3 febbraio 1952 20ª giornata | Marzotto Valdagno | 1 – 0 | Livorno |  |

| 10 febbraio 1952 21ª giornata | Marzotto Valdagno | 2 – 1 | Reggiana |  |

| 17 febbraio 1952 22ª giornata | Fanfulla | 1 – 1 | Marzotto Valdagno |  |

| 2 marzo 1952 23ª giornata | Stabia | 2 – 3 | Marzotto Valdagno |  |

| 9 marzo 1952 24ª giornata | Marzotto Valdagno | 2 – 3 | Verona |  |

| 16 marzo 1952 25ª giornata | Marzotto Valdagno | 2 – 0 | Catania |  |

| 23 marzo 1952 26ª giornata | Genoa | 2 – 2 | Marzotto Valdagno |  |

| 30 marzo 1952 27ª giornata | Roma | 3 – 1 | Marzotto Valdagno |  |

| 6 aprile 1952 28ª giornata | Marzotto Valdagno | 3 – 0 | Pisa |  |

| 13 aprile 1952 29ª giornata | Marzotto Valdagno | 4 – 0 | Monza |  |

| 20 aprile 1952 30ª giornata | Modena | 4 – 0 | Marzotto Valdagno |  |

| 27 aprile 1952 31ª giornata | Brescia | 0 – 1 | Marzotto Valdagno |  |

| 4 maggio 1952 32ª giornata | Marzotto Valdagno | 2 – 3 | Vicenza |  |

| 11 maggio 1952 33ª giornata | Venezia | 2 – 1 | Marzotto Valdagno |  |

| 25 maggio 1952 34ª giornata | Messina | 0 – 0 | Marzotto Valdagno |  |

| 1º giugno 1952 35ª giornata | Marzotto Valdagno | 0 – 1 | Salernitana |  |

| 8 giugno 1952 36ª giornata | Piombino | 2 – 2 | Marzotto Valdagno |  |

| 15 giugno 1952 37ª giornata | Treviso | 0 – 0 | Marzotto Valdagno |  |

| 22 giugno 1952 38ª giornata | Marzotto Valdagno | 1 – 0 | Siracusa |  |

## Statistiche

### Statistiche di squadra
| Competizione | Punti | In casa | In casa | In casa | In casa | In casa | In casa | In trasferta | In trasferta | In trasferta | In trasferta | In trasferta | In trasferta | Totale | Totale | Totale | Totale | Totale | Totale | DR |
| Competizione | Punti | G       | V       | N       | P       | Gf      | Gs      | G            | V            | N            | P            | Gf           | Gs           | G      | V      | N      | P      | Gf     | Gs     | DR |
| ------------ | ----- | ------- | ------- | ------- | ------- | ------- | ------- | ------------ | ------------ | ------------ | ------------ | ------------ | ------------ | ------ | ------ | ------ | ------ | ------ | ------ | -- |
| Serie B      | 36    | 19      | 9       | 5       | 5       | 28      | 15      | 19           | 3            | 7            | 9            | 20           | 32           | 38     | 12     | 12     | 14     | 48     | 47     | +1 |

### Statistiche dei giocatori
| Giocatore      | Serie B  | Serie B |
| Giocatore      | Presenze | Reti    |
| -------------- | -------- | ------- |
| M. Bergamasco  | 31       | 1       |
| C. Bocca       | 1        | 0       |
| G. Bordignon   | 20       | 0       |
| B. Bruna       | 6        | 0       |
| S. Bulgarelli  | 12       | 1       |
| A. Corazza     | 37       | -47     |
| D. Dania       | 22       | 2       |
| L. Fongaro     | 33       | 0       |
| G. Forlani     | 33       | 14      |
| G. Grisa       | 35       | 7       |
| P. Guaschino   | 8        | 0       |
| E. Marussi     | 22       | 0       |
| E. Masiero     | 2        | 0       |
| N. Novali      | 16       | 2       |
| G. Perin       | 2        | 0       |
| M. Remonti     | 35       | 8       |
| G. Scagliarini | 33       | 12      |
| S. Scarrone    | 28       | 0       |
| S. Scudeler    | 4        | 0       |
| A. Simoncello  | 4        | 0       |
| M. Svorenich   | 27       | 0       |
| M. Toniolo     | 7        | 0       |